# Theodor Körner (homme politique)
Pour les articles homonymes, voir Theodor Körner.
Theodor Körner Edler von Siegringen, né le 24 avril 1873 à Uj-Szöny (actuel faubourg de Komárom) et mort le 4 janvier 1957 à Vienne, est un homme d'État autrichien. Membre du SPÖ, il fut président de la République de 1951 jusqu'à sa mort.

## Biographie

### Carrière militaire
Fils d'un officier de l'armée austro-hongroise, Körner est né à Újszőny (aujourd'hui Komárom en Hongrie). La légende familiale raconte qu'il était apparenté au poète du même nom, Theodor Körner, mais ces histoires ne sont pas prouvées.
Körner a fréquenté l' école militaire de Mährisch Weißkirchen (Hranice), l'académie militaire, et est devenu lieutenant en 1894. Il a servi comme officier à Agram (aujourd'hui Zagreb en Croatie) et a été promu major en 1904, année durant laquelle il est devenu membre du personnel autrichien. Pendant la Première Guerre mondiale, il était un commandant actif sur le front italien. Il a pris sa retraite militaire en 1924 en tant que général.

### Carrière politique
Intéressé par la politique, il rejoint les sociaux-démocrates et devient député en 1924. Il est président du Conseil fédéral d'Autriche entre décembre 1933 et février 1934.
La guerre civile en Autriche et l'installation de la dictature austro-fasciste sous Engelbert Dollfuss ont mis fin à la carrière de Körner en tant que politicien. Il a été arrêté, comme d'autres membres de son parti, par le gouvernement autoritaire qui a interdit tous les partis d'opposition et mis leurs représentants en prison. Pendant la Seconde Guerre mondiale, Körner a de nouveau été emprisonné, cette fois par les nazis.
Après la guerre, en avril 1945, Körner est devenu maire de Vienne sous la Seconde République nouvellement érigée. Körner était responsable de la reconstruction de la capitale, lourdement détruite en raison des bombardements pendant la guerre.

### Président fédéral
Après la mort du président Karl Renner, le SPÖ a nommé Körner comme candidat à la présidence, et Körner a remporté les élections avec un peu plus de 51% des voix. Il est le premier président de l'Autriche élu au suffrage universel.  
Un nouveau gouvernement est formé en 1953 après de nouvelles élections. Julius Raab remplace Leopold Figl à la chancellerie.
Le 15 mai 1955 est signé le Traité d’État entre les quatre puissances alliées et l’Autriche. C’est un traité de paix dans lequel l’Autriche proclame sa « neutralité permanente », suivant le modèle suisse. En échange, les Alliés quittent l’Autriche. Les troupes étrangères se retirent le 25 octobre et le lendemain, le parlement adopte officiellement ce traité, faisant du 26 octobre la fête nationale autrichienne. De plus, en décembre de cette même année, l’Autriche entre à l’ONU.
La situation économique s’améliore grâce au plan Marshall qui accélère la reconstruction. La prospérité s’installe, donnant confiance aux Autrichiens en la République. Les deux partis gouvernants seront reconduits au gouvernement jusqu’en 1966. Aucun remous intérieur ne vient troubler la paisible Autriche… Seule la crise de Hongrie en 1956, révolte réprimée par l’Armée rouge, provoque l’arrivée massive de 150 000 réfugiés en Autriche.
Aux élections législatives de 1956, le Parti populaire autrichien qui rate d'un seul siège la majorité absolue obtient 45,96 % des voix. Le SPÖ obtient 43,05 %. Malgré cela, Raab, président du parti populaire, reste chancelier. 
Körner meurt à Vienne, en fonction, peu avant la fin de son mandat. Le chancelier assuma l'intérim jusqu'à l'élection d'un nouveau président, la présidentielle n'est ainsi pas anticipée.